# Slabikář

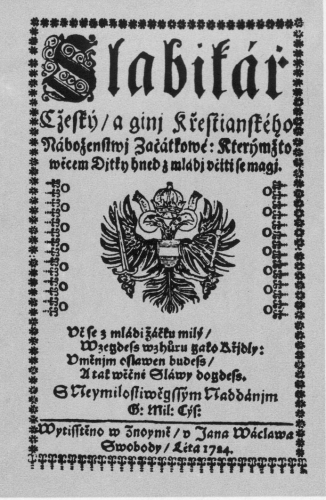
Slabikář z roku 1784

Slabikář je učebnice čtení ve vybraném (obvykle mateřském) jazyce určená pro žáky prvních tříd základních škol.

## Historie

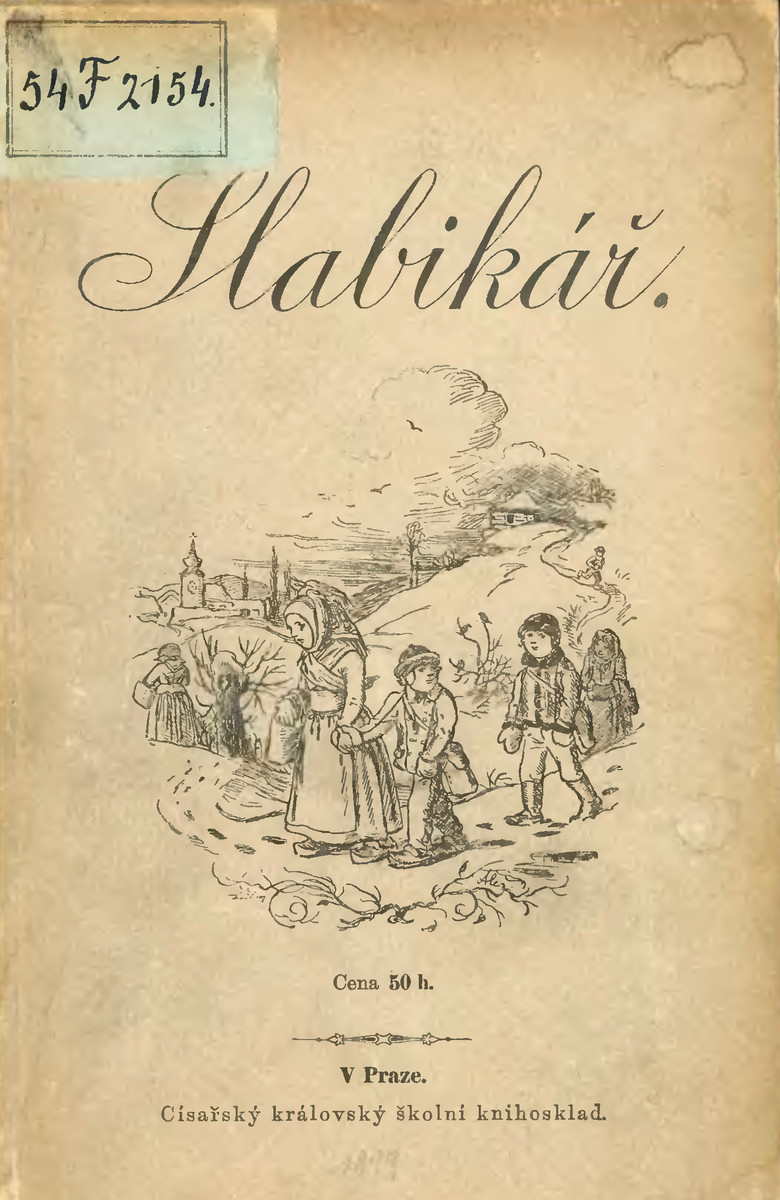
Alšův slabikář (1898)

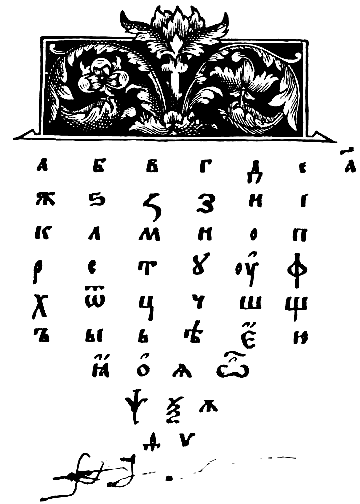
Azbuka Ivana Fjodorova (Lvov 1574)

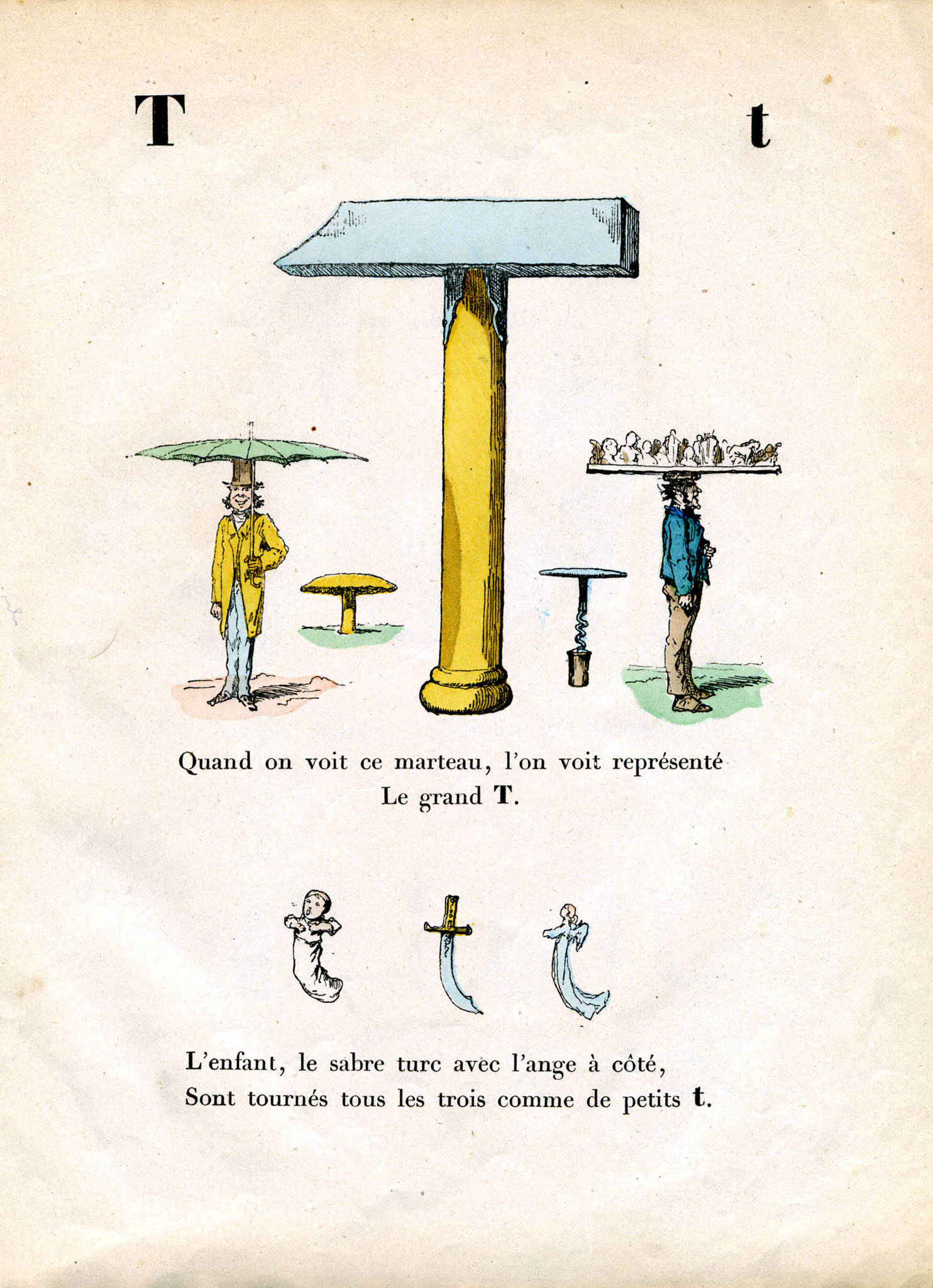
Francouzský slabikář z roku 1861 (Písmeno T)

Pro učení čtení a latině vznikaly ve středověku abecedáře, tabulky s písmeny. První slabikáře v mateřském jazyce vznikaly s rozšířením městských škol v 16. století a obsahovaly abecedu i jednoduché texty ke čtení, základy náboženství, případně i básně. Staré slabikáře patří mezi nejvzácnější tištěné knihy, protože se jich zachovalo velmi málo. V 19. století se začaly tisknout obrázkové slabikáře, kde bylo na každé stránce písmeno a odpovídající obrázek. Začátkem 20. století se užívala jiná, tzv. globální metoda učení čtení, kde se děti učily rozpoznávat celá (jednoduchá) slova. Takovým slabikářem byla Poupata. Na slabikář pak navazovala Čítanka a další učebnice.

## Používané české slabikáře a první čítanky
- Nejstarší český slabikář je Slabikář Czeský a jiných náboženství počátkové, kterýmžto věcem dítky křesťanské hned z mladosti učeny býti mají, Prostějov, 1547
- První státem schválený český slabikář je z roku 1775
- Slabikář autorů Adolfa Frumara a Jana Jursy, s ilustracemi Mikoláše Alše, později i s ilustracemi Adolfa Kašpara, 1898
- Po roce 1918 se na českých školách vyučovalo podle 26 druhů různých slabikářů. Byly vydávány v češtině, slovenštině, němčině, rusínštině, rumunštině a maďarštině. Existovaly také specializované slabikáře např. pro pomocné školy.
- První schválený slabikář používaný v Československé republice po roce 1918 byl Poupata – čítanka malých od autora Josefa Kožíška, s ilustracemi Aloise Mudruňky, poprvé vydaný nakladatelstvím UNIE v roce 1913, později i s ilustracemi Marie Fischerové-Kvěchové, 1923–1948; v reedici vyšel v roce 2007[1]
- Sluníčka, čítanka pro československé školy obecné z roku 1933
- Úly
- Studánky
- Červený slabikář, Václav Junek 1960–1975
- Živá abeceda, ilustrátoři Antonín Pospíšil a Václav Junek, 1962–1970
- Slabikář ABC, ilustrátor Ota Janeček, 1975–1990, používal se nejen do roku 1990, pro svou jednoduchost byl slabikář oblíben a na mnoha školách končilo je používání až kolem poloviny 90. let.
- Po roce 1989 bylo vydáno více slabikářů, např. od básníka Jiřího Žáčka a ilustrátorky Heleny Zmatlíkové, 1992
- Romano hangoro, první slabikář romštiny vydaný na území někdejšího Československa, autor slovenský romský básník Dezider Banga (* 1939), 1993 Slovensko-romský slabikář vydala i základní škola Mariánska Dlhá Lúka (autor kolektivní), 2014[2]
- Slabikář (multimediální interaktivní) je určen pro všechny děti od 4 let, slouží jako prevence počátečních problémů se čtením (dyslexie) a psaním (dysgrafie)., autor – výtvarná umělkyně Alena Kupčíková, programoval Michal Klega, namluvil Jiří Lábus, hudba Jan Urban 2010[3]